# Moed voor elke dag
Moed voor elke dag (Tsjechisch: Každý den odvahu) is een Tsjecho-Slowaakse dramafilm uit 1964 onder regie van Evald Schorm. Hij won met deze film de hoofdprijs op het filmfestival van Locarno.

## Verhaal
De arbeider Jarda is een gedreven socialist. De veranderingen van de jaren '60 maken zijn toespraken steeds meer tot gemeenplaatsen en hollen zijn politiek activisme uit.

## Rolverdeling
| Acteur              | Personage |
| ------------------- | --------- |
| Jana Brejchová      | Vera      |
| Jan Kacer           | Jarda     |
| Jirina Jirásková    | Olina     |
| Vlastimil Brodský   | Redacteur |
| Josef Abrhám        | Borek     |
| Olga Scheinpflugová | Waardin   |
| Václav Trégl        | Oude man  |
| Jan Libícek         | Fotograaf |